# Mariahilfplatz
Der Mariahilfplatz ist ein Platz rechts der Isar im Münchner Stadtbezirk Au-Haidhausen.

## Beschreibung
Zentral gelegen in der Vorstadt Au ist der Mariahilfplatz ein gut besuchter und belebter Platz. Seit 1905 ist er dreimal im Jahr Standplatz der bekannten Auer Dult, einer Mischung aus Jahrmarkt mit Verkaufsständen fliegender Händler und Volksfest mit diversen Vergnügungs- und traditionellen Fahrgeschäften. Zweimal wöchentlich (jeden Mittwoch- und Samstagvormittag) findet auf dem Platz ein Wochen- bzw. Bauernmarkt statt, auf dem auch Bio-Produkte verkauft werden.
Dominiert wird der Platz von der neugotischen Mariahilfkirche, die sich in der Mitte des quadratischen Platzes befindet. Östlich des Platzes verläuft hinter dem Kloster der Armen Schulschwestern der Auer Mühlbach, einer der verbliebenen Stadtbäche Münchens. Ebenfalls am Mariahilfplatz befinden sich das Landratsamt München, das Gesundheitsamt des Landkreises München, die staatliche Grundschule am Mariahilfplatz, die Polizeiinspektion 21 und das Gebäude der bis 2009 dort ansässigen Jugendarrestanstalt und einer Frauenabteilung der Justizvollzugsanstalt Neudeck.

## Verkehr
Südlich des Platzes verläuft die Ohlmüllerstraße, die die Au und Giesing mit der westlichen Isarseite verbindet. Bedingt durch die Lage nahe der Innenstadt sind Parkplätze um den Mariahilfplatz stets knapp, vor allem während der Auer Dult.
Mit öffentlichen Verkehrsmitteln ist der Mariahilfplatz mit der Tram-Linie 18 (Haltestelle Mariahilfplatz), dem MetroBus 52 (Haltestellen Mariahilfplatz, Schweigerstraße) und dem MetroBus 62 (Haltestelle Schweigerstraße) zu erreichen.

## Umgebung
In mittelbarer und unmittelbarer Nachbarschaft befinden sich
- die Isar mit den Isarauen
- der Nockherberg
- das Deutsche Museum auf der Museumsinsel
- das Glockenbachviertel (links der Isar)
- das Gärtnerplatzviertel (links der Isar)

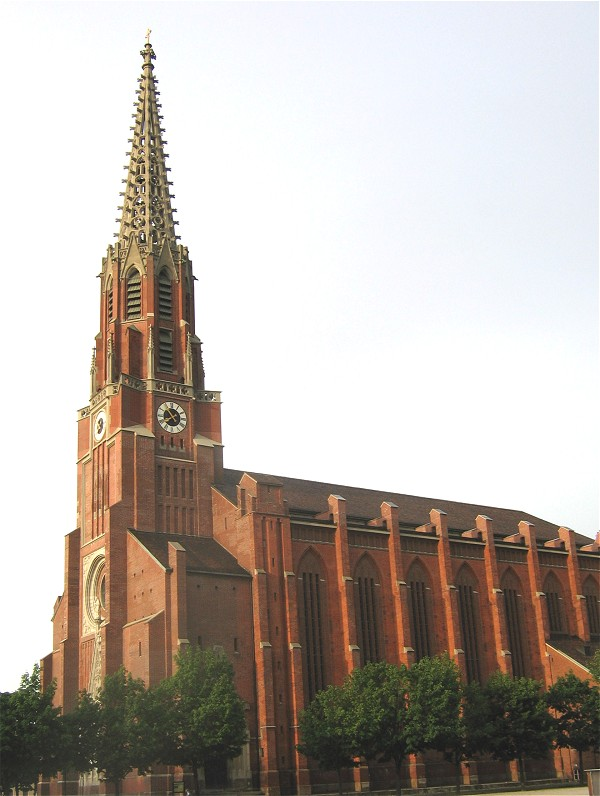
Mariahilf-Kirche
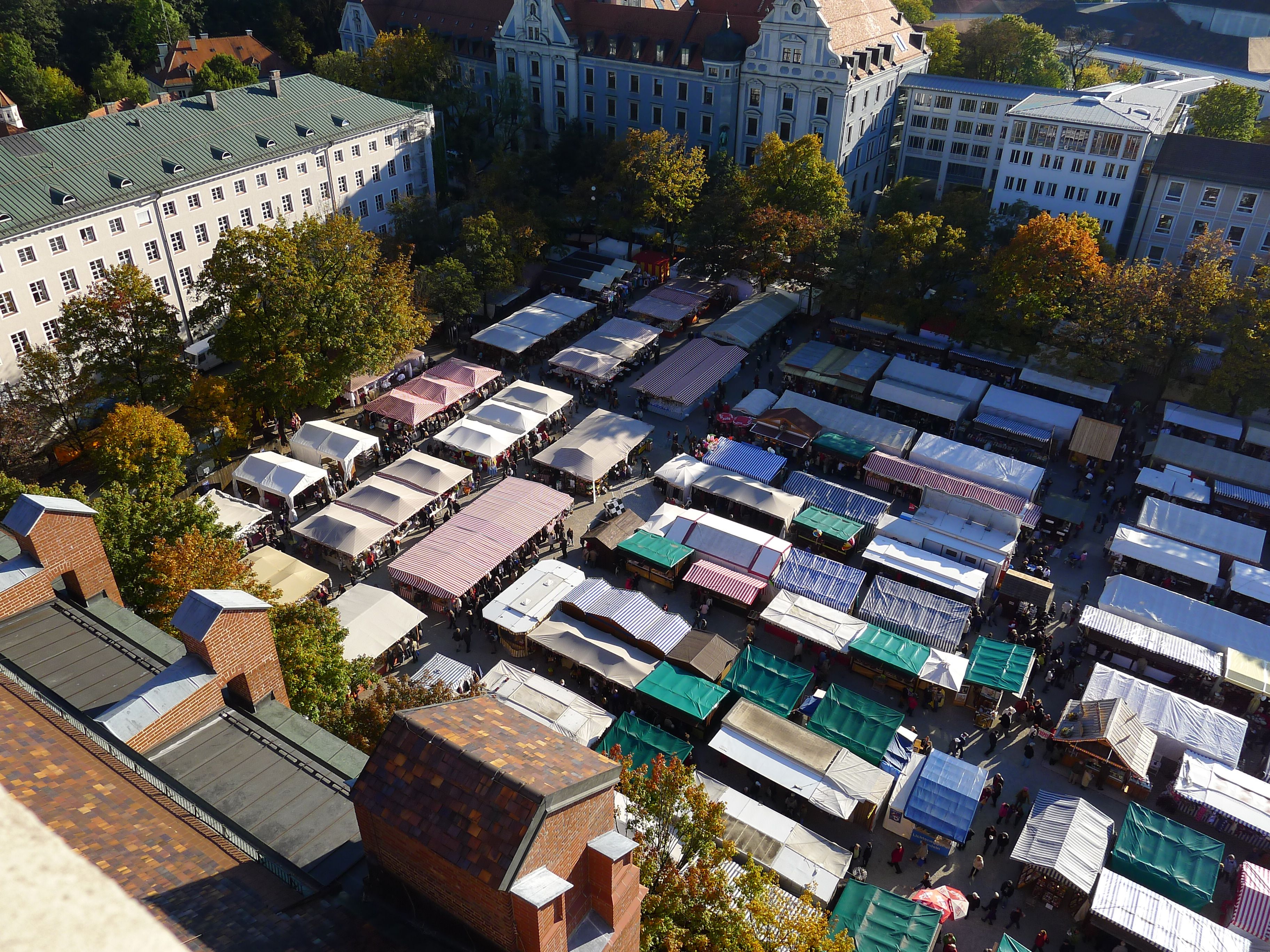
Blick vom Turm der Mariahilfkirche auf den Geschirrmarkt (Blickrichtung Süden)…
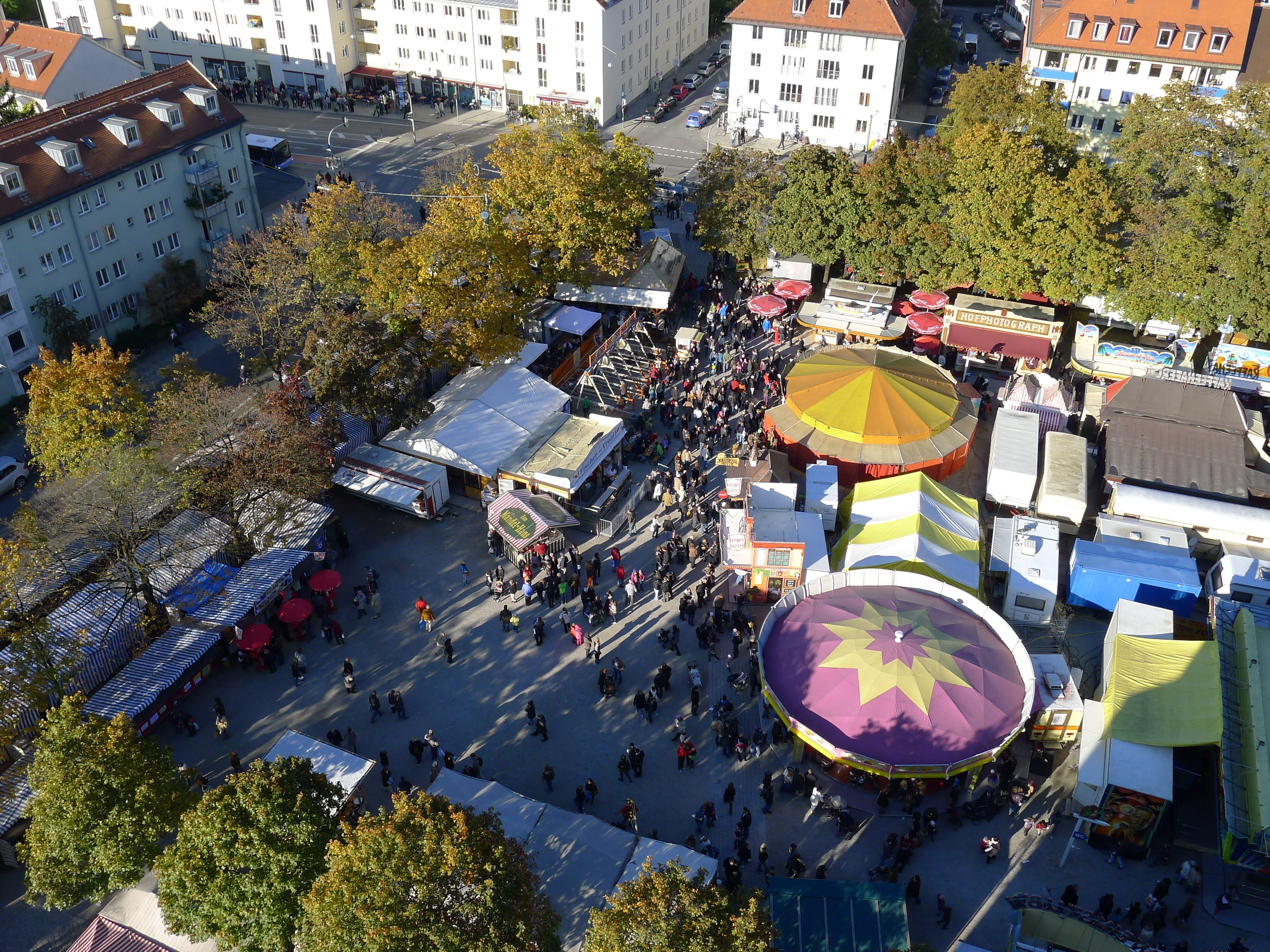
…und auf das Volksfest (Blickrichtung Norden)